# Quần đảo Alor
Quần đảo Alor là một nhóm các đảo nằm ở rìa phía đông của quần đảo Nusa Tenggara (quần đảo Sunda Nhỏ), là một nhóm lớn hơn bao gồm một chuỗi các đảo chạy ngang ở miền nam Indonesia, theo chiều từ tây sang đông bao gồm các đảo lớn như Bali, Lombok, Sumbawa, Flores, Solor và Lomblen.
Đảo lớn nhất trong quần đảo Alor là đảo Alor, nằm ở rìa phía đông của quần đảo này. Các đảo lớn khác trong nhóm này còn có Pantar (lớn thứ hai trong quần đảo Alor), Kepa, Buaya, Ternate, Pura và Tereweng. Về mặt hành chính, quần đảo Alor thuộc về nhiếp chính (kabupaten) của chính nó nằm trong tỉnh Đông Nusa Tenggara, với dân số ước tính năm 2005 khoảng 174.616 người. Nhiếp chính này chia ra thành 9 quận và 158 làng.
Về phía đông của quần đảo là eo biển Ombai, chia tách quần đảo này với các đảo như Wetar và Atauro, với đảo thứ hai thuộc Đông Timor. Về phía tây, vượt qua eo biển Alor là đảo Lembata. Về phía bắc là biển Banda. Ở phía nam, vượt qua eo biển Ombai là phần phía tây của đảo Timor.